# Hans-Peter Kriegel
Hans-Peter Kriegel (* 1. Oktober 1948) ist ein deutscher Informatiker und Professor (em.) der Ludwig-Maximilians-Universität München, wo er bis 2014 die Lehr- und Forschungseinheit für Datenbanksysteme leitete. Er war auch stellvertretender Leiter des Instituts für Informatik der Universität.

## Leben
Er promovierte 1976 an der Technischen Hochschule Fridericiana Karlsruhe über „Erzeugung von Übersetzungen durch Grammatikpaare“.
Nach seiner Habilitation in Informatik an der Universität Dortmund 1982 und Professuren an der Julius-Maximilians-Universität Würzburg und der Universität Bremen wechselte er 1991 an die noch junge Informatik an der Ludwig-Maximilians-Universität München.

## Forschung
Zu seinen bekanntesten Arbeiten zählen die Datenbank-Indexstrukturen R*-Baum, X-Baum und IQ-Baum, die Clusteranalyse-Algorithmen DBSCAN und OPTICS sowie die Ausreißer-Erkennungsmethode Local Outlier Factor. Weitere Forschungsschwerpunkte sind die Ähnlichkeitssuche auf unscharfen und Multimediadaten sowie die Clusteranalyse und Ausreißer-Erkennung speziell auf hochdimensionalen, korrelierten Daten und in Unterräumen.
Er gilt als der meistzitierte Informatiker an einer deutschen Universität und zählt international zu den Top 15 meistzitierten Forschern in den Bereichen Datenbanken und Data-Mining / Knowledge Discovery in Databases. Seine bislang über 450 Veröffentlichungen wurden laut Google Scholar in über 45.000 Arbeiten zitiert.

### Ausgewählte Auszeichnungen
ACM SIGMOD Best Paper Award, 1997 für die Arbeit „Fast Parallel Similarity Search in Multimedia Databases“ (Stefan Berchtold, Christian Böhm, Bernhard Braunmüller, Daniel Keim und Hans-Peter Kriegel).
DASFAA Best Paper Award, 2006 für die Arbeit „Probabilistic Similarity Join on Uncertain Data“ (Hans-Peter Kriegel, Peter Kunath, Martin Pfeifle und Matthias Renz).
ACM Fellow, 2009 für seine Beiträge in den Bereichen „Knowledge Discovery, Data Mining, Ähnlichkeitssuche, Verwaltung räumlicher Daten und Zugriffsmethoden für hochdimensionale Daten“ der Association for Computing Machinery als erster Informatiker einer bayerischen Hochschule.
IEEE ICDM Research Contributions Award, 2013 für seine Beiträge zum Data Mining, insbesondere mit den Algorithmen DBSCAN, OPTICS und Local Outlier Factor.
ACM SIGKDD Test-of-Time Award 2014 für 'A Density-Based Algorithm for Discovering Clusters in Large Spatial Databases with Noise [KDD 1996]' also die original DBSCAN Veröffentlichung.
ACM SIGKDD Innovation Award, 2015 für seine Beiträge zum Data Mining, insbesondere zu Clusteranalyse, Ausreißererkennung und der Analyse hochdimensionaler Daten, insbesondere mit dichtebasierten Methoden.